# Torpedo (wapen)

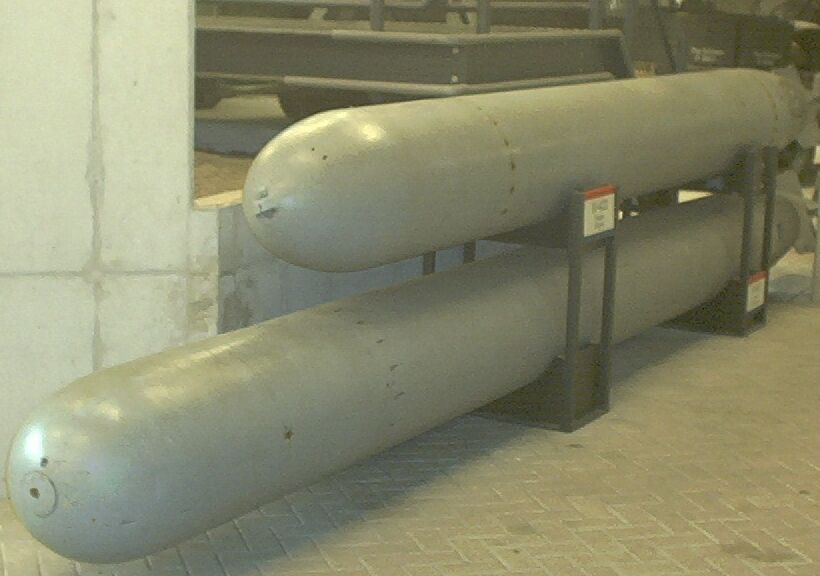
Torpedo's uit de Tweede Wereldoorlog

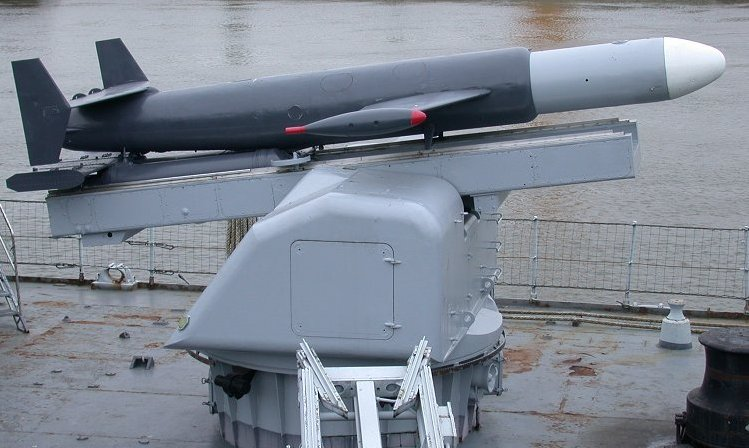
Torpedo met Malafon draagraket

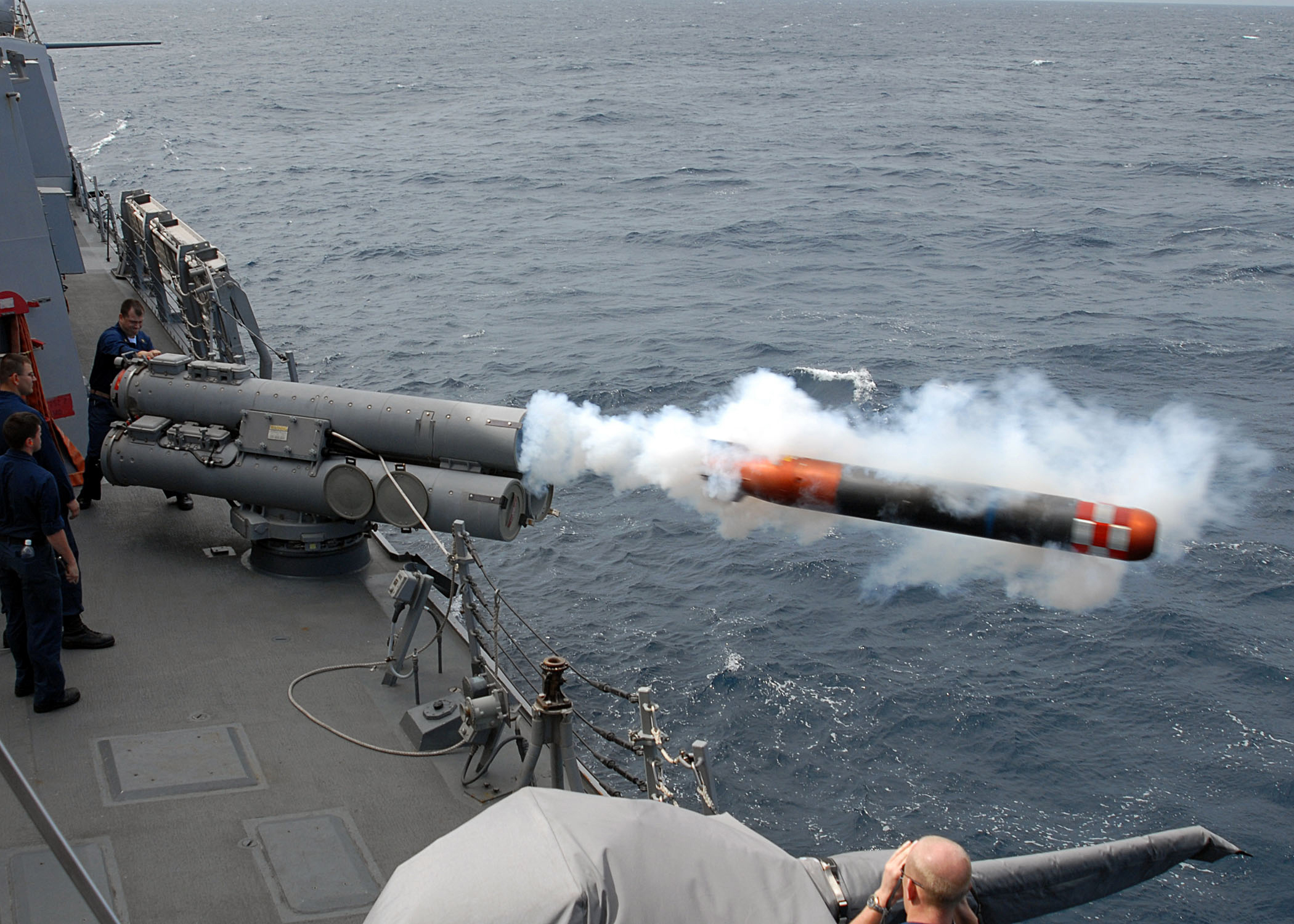
Torpedo wordt gelanceerd van een Arleigh Burkeklasse torpedobootjager

Een moderne torpedo is een zelf-aangedreven (meestal) geleid maritiem-militair wapen dat onder water opereert en dat bedoeld is om te ontploffen tegen of in de buurt van een vijandelijk doelwit (een onderzeeboot of een oppervlakteschip). 

## Lancering
Torpedo's kunnen worden gelanceerd vanaf onderzeeboten, oppervlakteschepen, helikopters en  vliegtuigen, walinrichtingen (kustfortificaties) en onbemande zeemijnen. Voor het lanceren wordt gebruik gemaakt van een torpedobuis. Ze kunnen ook onderdeel zijn van (draag-)raketten als  ASROC, Malafon en Ikara waardoor het bereik van een torpedo aanmerkelijk vergroot wordt.

## Constructie
Torpedo's zijn meestal cilindrische buizen met een doorsnee tussen 32,4 en 65,0 cm. De lengte bedraagt enige meters. Binnenin bevinden zich de explosieve lading met detonatiemechanisme, een aandrijvingssysteem en een besturingssysteem. De aandrijving moet het zonder atmosferische zuurstof kunnen stellen en ontleent zijn energie meestal uit chemische reacties. Met name in het verleden zijn accu's gebruikt, aanvankelijk loodaccu's, later ook geavanceerdere typen. Moderne torpedo's maken onder andere gebruik van stoomturbines voor het aandrijven van de schroef, waarbij de stoom wordt opgewekt door chemische reacties van bijvoorbeeld waterstofperoxide met een oxideerbare stof of zwavelhexafluoride met vast lithium. De Russische Sjkval daarentegen heeft geen schroef, maar beschikt over een reactiemotor.
Het besturingssysteem kan variëren van eenvoudig tot zeer geavanceerd, met actieve en passieve sonar en computers om de gegevens daarvan te verwerken.

## Historische betekenis
Met torpedo werd vanaf de 19e eeuw elk explosief bedoeld dat op of in het water werd gebruikt. Een torpedoboot is een relatief klein en snel oorlogsschip ontworpen om torpedo's te lanceren op grotere oppervlakteschepen. Zo verschenen halverwege de 19e eeuw de eerste spartorpedoboten, die een explosief aan een lange boegspriet voerden, met als doel andere schepen te rammen. Nog tot aan de Eerste Wereldoorlog bedoelde men met torpedo's de verankerde drijvende zeemijnen. Dergelijke torpedo's werden ingezet om zeearmen en riviermondingen voor door- of uitvaart te versperren.

## Ontwikkeling
Giovanni Luppis (1813-1875), een officier in de Kaiserliche und Königliche Kriegsmarine, ontwierp de eerste torpedo met een eigen voortstuwing. De torpedo had een sigaarvormig lichaam en werd ook wel vistorpedo genoemd. Het ontwerp werd sterk verbeterd door de Britse ingenieur Robert Whitehead. Whitehead ontmoette Luppis rond 1860 en de twee besloten samen te werken.
De eerste Whiteheadtorpedo’s werden aangedreven door perslucht. Het bereik was beperkt en de snelheid laag. In 1870 werden diverse tests gedaan en de torpedo’s legden gemiddeld een afstand af van ongeveer 600 meter met een snelheid van 7 knopen. De eerste succesvolle aanval met een torpedo vond plaats in de Russisch-Turkse Oorlog  van 1877-1878. Rond 1880 was de snelheid van de torpedo al verhoogd naar 20 knopen. In 1895 werd de werking aanzienlijk verbeterd door de introductie van een gyroscoop waardoor het wapen beter op koers bleef.
Aanvankelijk bewoog de torpedo in een lijn van de lanceerplaats naar het doel. Hierbij werd rekening gehouden met de snelheid van het te raken doel. Rond de Tweede Wereldoorlog werden doelzoekende middelen geïnstalleerd die de torpedo naar het doel leidden. Aanvankelijk reageerde de torpedo op het geluid, het magnetisch veld of de warmte die het doel afgaf. Deze passieve manier van werken werd later aangevuld met actieve doelzoekmethoden als sonar. De torpedo geeft in dit geval geluidsignalen af en reageert op de echo’s van het doel. Er zijn ook draadgeleide torpedo’s. Via de draad worden instructies doorgeseind naar de torpedo en de trefzekerheid wordt hiermee verhoogd.
Het ontstekingsmechanisme van de torpedo werd aanvankelijk in werking gesteld als deze in aanraking kwam met het doel, maar het magnetische veld van het doel kan de torpedo ook tot ontploffing brengen.